# Самара (Тверская область)
Самара — деревня в Осташковском городском округе Тверской области.

## География
Находится в западной части Тверской области на расстоянии приблизительно 4 км на юго-запад по прямой от города Осташков.

## История
Населённый пункт возник в 1984 году как ведомственное поселение для работников предприятия «Звезда». Было построено три однотипных дома с удобствами. Официально деревня Самара образована в 1996 году. До 2017 года входила в Замошское сельское поселение (Тверская область) Осташковского района до их упразднения.

## Население
Численность населения: 8 человек (русские 87 %) в 2002 году, 13 в 2010.